# Ngai vàng

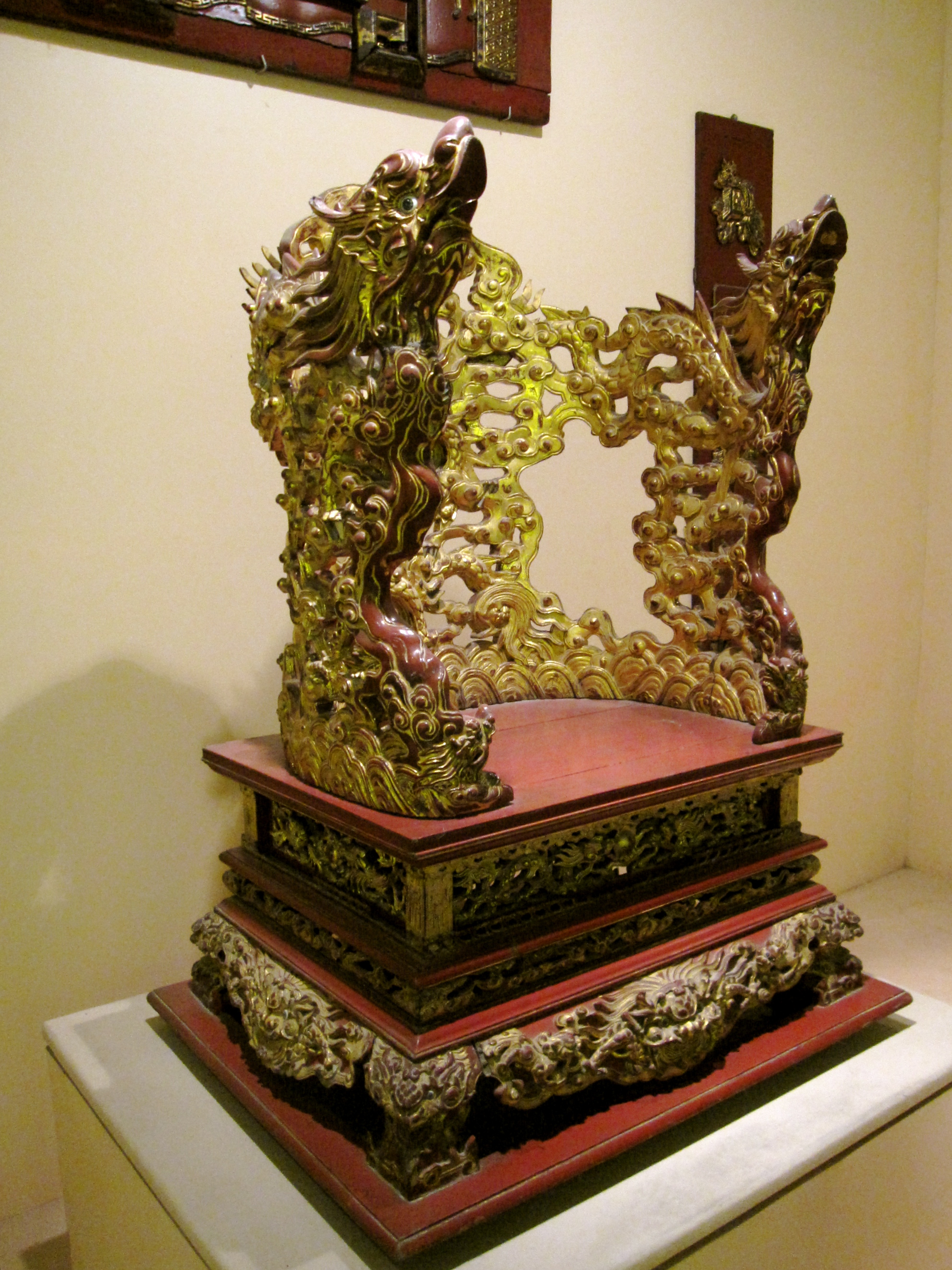
Ngai vàng của nhà Nguyễn, Việt Nam

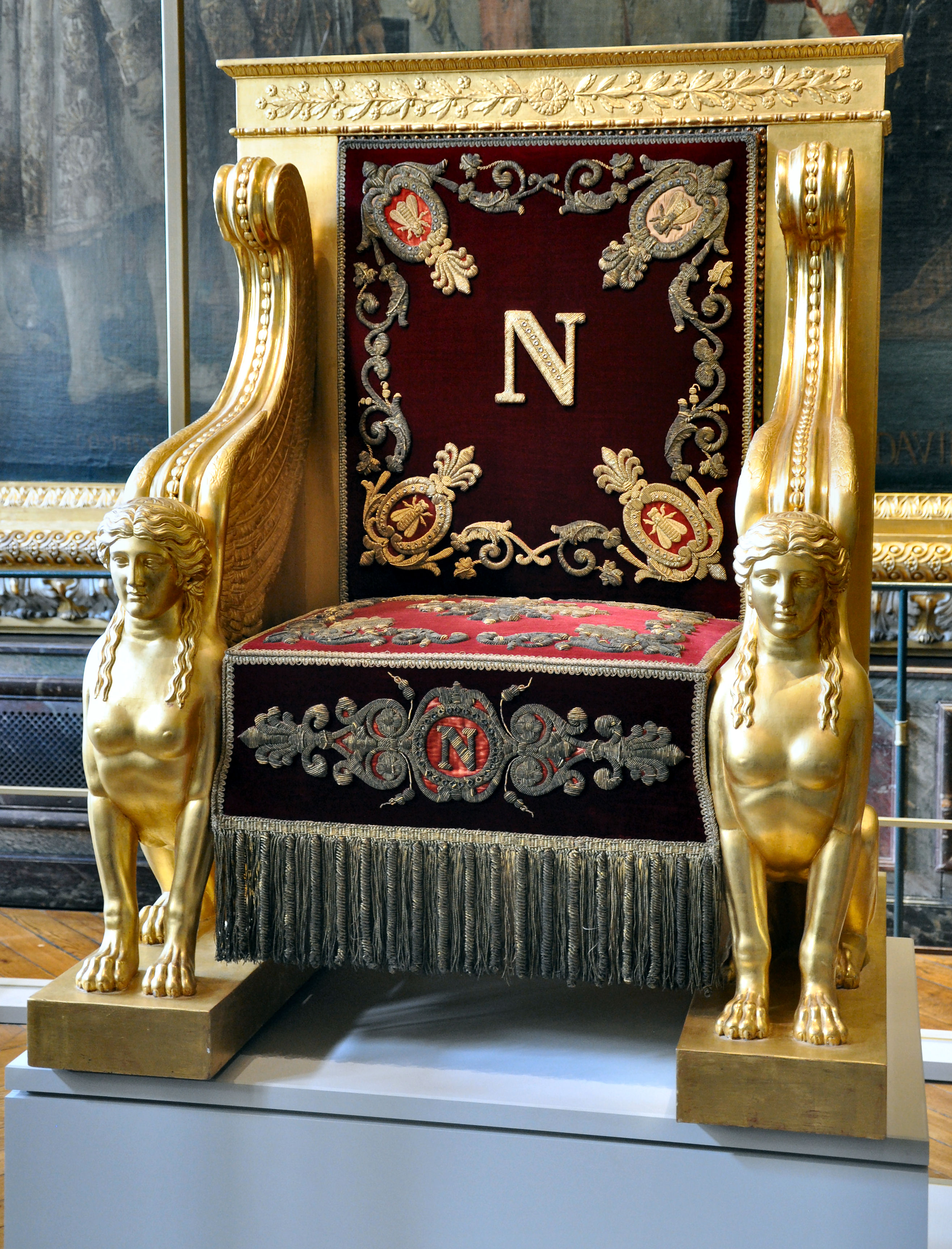
Ngai vàng của Napoléon Bonaparte

Ngai vàng (hay còn gọi là ngôi vua, ngôi báu, cửu đỉnh) là một loại ghế được chạm trổ tinh xảo, được nạm các loại ngọc quý, dát vàng và trang trí điêu khắc tinh vi, được đặt nơi trang trọng nhất trong chính điện hoặc sảnh lớn để dành cho vị Hoàng đế, vị vua hoặc nguyên thủ quốc gia ngồi mỗi khi thiết triều hoặc tiếp kiến quan chức trong những dịp quan trọng. Ngai vàng tượng trưng cho quyền lực của người đứng đầu triều đình, nhà nước hoặc một cộng đồng, tổ chức tôn giáo nhất định, là biểu tượng của sự trị vì của vị quân chủ quốc gia. Trong lịch sử, nhiều cuộc chiến tranh, binh biến, ám sát lẫn nhau đã diễn ra chỉ vì muốn tranh giành ngai vàng.

## Các loại ngai vàng
- Ở Trung Quốc hoặc Việt Nam,  vua ngồi ở ngai rồng, là chiếc ngai có chạm trổ hình con rồng và làm bằng vàng
- Ở Châu âu Trung cổ, ngai vàng là một chiếc ghế được chạm khắc tinh xảo và có nạm ngọc, kim cương và thường ghế có tấm nệm màu đỏ.
- Ở các nước Phật giáo thì thường dùng biểu tượng chim công hoặc đài sen.
- Ở các bộ lạc thì ngai vàng có thể là một chiếc ghế có phủ một bộ da hổ hoặc sư tử, một số khác thì có thể chiếc ngai làm bằng đá.